# Shanghai Masters 2024
Il Shanghai Masters 2024, conosciuto anche come Rolex Shanghai Masters 2024 per motivi di sponsorizzazione, è stato un torneo di tennis giocato sul cemento. È stata la 13ª edizione del torneo facente parte della categoria ATP Tour Masters 1000 nell'ambito dell'ATP Tour 2024. Il torneo si è giocato alla Qizhong Forest Sports City Arena di Shanghai, in Cina, dal 2 al 13 ottobre 2024.

## Partecipanti al singolare

### Teste di serie
| Nazionalità | Giocatore               | Ranking* | Testa di serie |
| ----------- | ----------------------- | -------- | -------------- |
| Italia      | Jannik Sinner           | 1        | 1              |
| Germania    | Alexander Zverev        | 3        | 2              |
| Spagna      | Carlos Alcaraz          | 2        | 3              |
| Serbia      | Novak Đoković           | 4        | 4              |
|             | Daniil Medvedev         | 5        | 5              |
|             | Andrej Rublëv           | 6        | 6              |
| Stati Uniti | Taylor Fritz            | 7        | 7              |
| Norvegia    | Casper Ruud             | 9        | 8              |
| Bulgaria    | Grigor Dimitrov         | 10       | 9              |
| Grecia      | Stefanos Tsitsipas      | 12       | 10             |
| Stati Uniti | Tommy Paul              | 13       | 11             |
| Danimarca   | Holger Rune             | 14       | 12             |
| Stati Uniti | Frances Tiafoe          | 17       | 13             |
| Stati Uniti | Ben Shelton             | 16       | 14             |
| Italia      | Lorenzo Musetti         | 18       | 15             |
| Francia     | Ugo Humbert             | 15       | 16             |
| Regno Unito | Jack Draper             | 20       | 17             |
| Canada      | Félix Auger-Aliassime   | 22       | 18             |
| Cile        | Alejandro Tabilo        | 23       | 19             |
| Australia   | Alexei Popyrin          | 24       | 20             |
| Francia     | Arthur Fils             | 21       | 21             |
| Argentina   | Sebastián Báez          | 26       | 22             |
| Kazakistan  | Aleksandr Bublik        | 27       | 23             |
|             | Karen Chačanov          | 25       | 24             |
| Cile        | Nicolás Jarry           | 29       | 25             |
| Australia   | Jordan Thompson         | 28       | 26             |
| Argentina   | Francisco Cerúndolo     | 31       | 27             |
| Italia      | Flavio Cobolli          | 30       | 28             |
| Italia      | Matteo Arnaldi          | 36       | 29             |
| Rep. Ceca   | Tomáš Macháč            | 33       | 30             |
| Argentina   | Tomás Martín Etcheverry | 37       | 31             |
| Stati Uniti | Brandon Nakashima       | 35       | 32             |
| Rep. Ceca   | Jiří Lehečka            | 34       | 33             |

* Ranking al 30 settembre 2024.

### Altri partecipanti
I seguenti giocatori hanno ricevuto una wildcard per il tabellone principale:
- Kei Nishikori
- Stan Wawrinka
- Coleman Wong
- Wu Yibing
- Zhou Yi

Il seguente giocatore è entrato in tabellone come special exempt:
- Bu Yunchaokete

I seguenti giocatori sono entrati in tabellone con il ranking protetto:
- Pablo Carreño Busta
- Marin Čilić
- Reilly Opelka

I seguenti giocatori sono passati dalle qualificazioni:

- Daniel Evans
- Aleksandar Vukic
- Térence Atmane
- Ramkumar Ramanathan
- Li Tu
- Denis Shapovalov
- Mattia Bellucci
- Beibit Žukaev
- Gabriel Diallo
- Jahor Herasimaŭ
- Yosuke Watanuki
- Zachary Svajda

Il seguente giocatore è entrato in tabellone come lucky loser:
- Billy Harris

### Ritiri
Prima del torneo
- Nuno Borges → sostituito da  Damir Džumhur
- Alex de Minaur → sostituito da  Jaume Munar
- Jack Draper → sostituito da  Billy Harris
- Hubert Hurkacz → sostituito da  Christopher O'Connell
- Sebastian Korda → sostituito da  Alexandre Müller
- Dušan Lajović → sostituito da  Zizou Bergs
- Fábián Marozsán → sostituito da  Tarō Daniel
- Thiago Monteiro → sostituito da  Arthur Cazaux
- Cameron Norrie → sostituito da  David Goffin
- Sebastian Ofner → sostituito da  Aleksandar Kovacevic
- Jan-Lennard Struff → sostituito da  Luca Nardi

## Partecipanti al doppio

### Teste di serie
| Nazione     | Giocatore         | Nazione       | Giocatore        | Ranking* | Testa di serie |
| ----------- | ----------------- | ------------- | ---------------- | -------- | -------------- |
| Spagna      | Marcel Granollers | Argentina     | Horacio Zeballos | 2        | 1              |
| El Salvador | Marcelo Arévalo   | Croazia       | Mate Pavić       | 7        | 2              |
| Australia   | Matthew Ebden     | Regno Unito   | Joe Salisbury    | 16       | 3              |
| Italia      | Simone Bolelli    | Italia        | Andrea Vavassori | 21       | 4              |
| India       | Rohan Bopanna     | Croazia       | Ivan Dodig       | 31       | 5              |
| Finlandia   | Harri Heliövaara  | Regno Unito   | Henry Patten     | 32       | 6              |
| Regno Unito | Neal Skupski      | Nuova Zelanda | Michael Venus    | 37       | 7              |
| Stati Uniti | Austin Krajicek   | Stati Uniti   | Rajeev Ram       | 39       | 8              |

* Ranking al 23 settembre 2024.

### Altri partecipanti
Le seguenti coppie di giocatori hanno ricevuto una wildcard per il tabellone principale:
- Jamie Murray /  John Peers
- Sun Fajing /  Te Rigele
- Wang Aoran /  Zhou Yi

La seguente coppia di giocatori è entrata in tabellone con il ranking protetto: 
- Pablo Carreño Busta /  Pedro Martínez

Le seguenti coppie di giocatori sono entrate in tabellone come alternate:
- Miguel Ángel Reyes Varela /  John-Patrick Smith
- Petros Tsitsipas /  Stefanos Tsitsipas

### Ritiri
Prima del torneo
- Taylor Fritz /  Holger Rune → sostituiti da  Petros Tsitsipas /  Stefanos Tsitsipas
- Kevin Krawietz /  Tim Pütz → sostituiti da  Ariel Behar /  Robert Galloway
- Max Purcell /  Jordan Thompson → sostituiti da  Miguel Ángel Reyes Varela /  John-Patrick Smith

## Punti
| Torneo    | V    | F   | SF  | QF  | 4T   | 3T   | 2T  | 1T | Q    | Q2   | Q1   |
| Singolare | 1000 | 650 | 400 | 200 | 100  | 50   | 30* | 10 | 20   | 10   | 0    |
| Doppio    | 1000 | 600 | 360 | 180 | N.D. | N.D. | 90* | 0  | N.D. | N.D. | N.D. |

* I giocatori con un bye ricevono i punti del primo turno.

## Montepremi
| Torneo    | V           | F         | SF        | QF        | 4T        | 3T       | 2T       | 1T       | Q2       | Q1      |
| Singolare | 1 100 000 $ | 585 000 $ | 325 000 $ | 185 000 $ | 101 000 $ | 59 100 $ | 34 500 $ | 23 250 $ | 13 500 $ | 7 000 $ |
| Doppio*   | 447 300 $   | 236 800 $ | 127 170 $ | 63 600 $  | N.D.      | N.D.     | 34 100 $ | 18 640 $ | N.D.     | N.D.    |

*per team

## Campioni

### Singolare
Jannik Sinner ha sconfitto in finale  Novak Đoković con il punteggio di 7-6(4), 6-3.
- È il diciassettesimo titolo in carriera per Sinner, il settimo in stagione.

### Doppio
Wesley Koolhof /  Nikola Mektić hanno sconfitto in finale  Máximo González /  Andrés Molteni con il punteggio di 6-4, 6-4.